# 土橋健夫
土橋 健夫（つちはし たけお）は、日本の実業家。日清製粉専務取締役、日清エンジニアリング代表取締役社長を務めた。

## 略歴
長野県茅野市出身。長野県諏訪清陵高等学校を経て、東京工業大学卒業。日清製粉入社。1989年取締役。1996年生産技術研究所長、専務・エンジニアリング部門技術部・開発部・安全衛生環境担当。1999年社長補佐（エンジニアリング部門・GS〔技術・環境〕・安全衛生環境担当・生産技術研究所長）、専務。日清エンジニアリング代表取締役社長に就任。日本粉体工業技術協会会長、粉体工学情報センター理事長を務めた。